# Glasgow Improvisers Orchestra
Das Glasgow Improvisers Orchestra ist eine britische Formation im Bereich Free Jazz und Neue Improvisationsmusik, die 2002 gegründet wurde.
Das Glasgow Improvisers Orchestra wird von dem Saxophonisten Raymond MacDonald geleitet. Es beabsichtigt, Improvisation in den Kontext einer größeren Formation zu stellen und mit komplett freien Ensemble-Improvisationen bzw. in Workshop-Form zu arbeiten, aber auch mit orchestrierten und von MacDonald geleiteten Ensemblepassagen; Vorbilder sind dabei das Globe Unity Orchestra und das Jazz Composer’s Orchestra. Das GIO-Musikerkollektiv, das im Kern aus Glasgower Musikern besteht, arbeitete mit Gastmusikern wie Michel Doneda, Maggie Nicols, Tatsuya Nakatani, Catriona MacKay, Alisdair MacDonald, George Lewis und Evan Parker und bei Projekten mit Barry Guy, Harry Beckett, Keith Tippett, Keith Rowe und Günter Sommer zusammen.
Sie traten auf dem Aberdeen Sound Festival, mit dem Stummfilmprojekt Menschen am Sonntag (mit den Gastmusikern Birgit Ulher (Trompete) und Clayton Thomas (Bass)), dem Glasgow International Jazz Festival gemeinsam mit Satoko Fujii und Natsuki Tamura und einer Komposition für das Orchester von Satoko Fujii. 2007 traten sie auf dem Freedom of the City Festival auf.

## Diskographische Hinweise
- With Evan Parker: Munich and Glasgow (FMR Records, 2004)
- Which Way Did he go (FMR Records, 2005, mit Maggie Nichols)
- Falkirk (FMR Records, 2005, mit Barry Guy)
- London & Glasgow Improvisers Orchestras Separately & Together (Emanem, 2007)
- GIO Poetics (Creative Sources, 2007)
- Metamorphic Rock (orram, 2009, mit George Lewis)
- Schweben - Aye, But Can Ye? (Maya, 2009 mit Barry Guy)
- Improcherto (For HB) By George Burt (Iorram Records, 2012, mit Lol Coxhill und Evan Parker)
- Parallel Moments Unbroken (featuring Marilyn Crispell & Evan Parker) (FMR, 2019)
- Energy Being (FMR Records, 2019, mit Maggie Nichols)